# Skräddarmuskeln

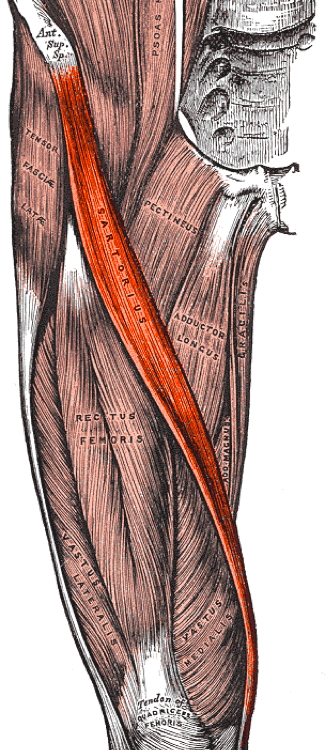
Sartorius

Skräddarmuskeln, musculus sartorius, är en av våra muskler på framsidan av låret. Muskeln har som funktion att utföra flexion samt utåtrotation, flexion och abduktion av höftleden. Med denna rörelse kan man sätta sig i så kallad skräddarposition.